# Desiderio de Cahors
San Desiderio fue obispo de Cahors.
Hijo de Salvo de Harchenefredo y hermano de Siagro y de Rustico, vivió en el siglo VII. Se crio en la corte del rey Clotario II, donde poseían sus padres los primeros empleos y él mismo ejerció el de tesorero o superintendente de rentas reales. En adelante sucedió a su hermano Rustico en el gobierno de la iglesia de Cahors. Dagoberto opuso mucha resistencia para dejar ir a un ministro tan fiel pero el interés de la iglesia le obligó a supeditar el del estado. 
Este príncipe, por manifestar la estimación en que tenía a Desiderio, escribió al clero, a la nobleza y al pueblo de Querci y a Sulpicio de Bourges, su metropolitano, cartas en las cuales daba testimonios auténticos de su virtud. Así, el nuevo prelado fue recibido en su iglesia el año 625 y la gobernó hasta 19 de noviembre del 654 en el cual murió en el Albiges a donde había pasado a visitar algunas tierras de su patrimonio. 
Su vida la escribió un autor anónimo y la comunicó M. Vion de Herouval a los señores de santa Marta y al padre Labbe. Los primeros la insertaron en el segundo volumen de su Gallia Chtistiana, en el catálogo de los obispos de Cahors. El último la colocó en la biblioteca nueva de los manuscritos, tomo 1, y habiéndola conferido con un manuscríto antiguo de la abadía de Moysac, corrigió en él fechas de importancia. 
De este santo obispo corren diversas epístolas, las cuales publicó primeramente Enrique Canino, tom. 5. antiquarum lectionum y después Marquardo Freher. En adelante se imprimieron y corren también en la biblioteca de los padtes de Colonia y de París y en la recolección de los historiadores de Francia, de Du-Chene en el tomo 1. Entre estas cartas, hay algunas de diversos prelados de su tiempo quienes le escribían consultándole.
Su fiesta se celebra el 15 de noviembre.